# Ağcabədi
Ağcabədi este un oraș din Azerbaidjan.